# Campionati africani di atletica leggera 2016 - Lancio del martello maschile
Il concorso del lancio del martello maschile ai Campionati africani di atletica leggera di Durban 2016 si è svolto il 25 giugno 2016 al Kings Park Stadium.

## Programma
| Data           | Ora | Turno  |
| -------------- | --- | ------ |
| 25 giugno 2016 |     | Finale |

## Risultati

### Finale
| Class   | Atleta               | Nazione        | Risultati | Note |
| ------- | -------------------- | -------------- | --------- | ---- |
| Oro     | Eslam Ibrahim        | Egitto         | 68.92     |      |
| Argento | Chris Harmse         | Sudafrica      | 67.67     |      |
| Bronzo  | Tshepang Makhethe    | Sudafrica      | 65.54     |      |
| 4       | Johan Kruger         | Sudafrica      | 63.01     |      |
| 5       | Nicholas Li Yun Fong | Mauritius      | 58.54     |      |
| 6       | Georgio Vahoua       | Costa d'Avorio | 38.47     |      |